# 源義重 (朝日次郎)
源 義重（みなもと の よししげ/きそ よししげ、生没年不詳）は、鎌倉時代の武士。源義仲の三男（『西筑摩郡誌』では次男）。通称は朝日次郎、三郎。
覚一本『平家物語』では、『吾妻鏡』での源義高に相当する人物が「義重」となっており、義高とは別人で弟とされる義重が実在するかは疑問がある。

## 略歴
『西筑摩郡誌』によると、木曽氏の二代目を義重としており、父義仲が戦死した後は、外祖父である藤原家国の元に匿われた。伝説では覚明とともに広島県向島（尾道市）に落ち延び、そこで暮らしたとされる。天福2年（1233年）義重は藤原頼経から木曽と仁科の土地を賜った。